# Serie Misterios de Barney "R"
Serie Misterios de Barney "R" es una colección de libros juveniles de la escritora inglesa Enid Blyton. Los protagonistas de las aventuras son dos hermanos llamados Roger y Diana. También les acompaña un primo suyo apodado Chatín cuyo nombre real es Pedro, que posee un perro llamado Ciclón. 
Cuando los protagonistas comienzan su primera aventura, conocen a Nabé, un muchacho que se gana la vida en las ferias. Este les acompañará en todas las aventuras, y se convertirá a partir de ese momento en el mejor amigo de Roger, Diana y Chatín. 
Nabé (cuyo nombre original es Bernabé) tiene una mascota, una mona llamada Miranda que le acompaña siempre. Nabé, huérfano de madre, busca a su padre, que encontrará finalmente al final del cuarto tomo de la colección y gracias a lo que dejará su vida nómada.
En algunas aventuras de la serie también aparece la señorita Pimienta, que fue el aya de la madre de Roger y Diana, y que se encarga de cuidar a los niños en algunas ocasiones, sobre todo cuando van de vacaciones a algún lugar.

## Títulos de la colección
La colección de Misterios de Barney "R" está formada por 6 libros:
1. Misterio en Rockingdown (The Rockingdown mystery, 1949)
2. Misterio en la feria (The Rilloby Fair mystery, 1950)
3. Misterio en la aldea (Ring O'Bells mystery, 1951)
4. Misterio en Tantán  (The Rubadub mystery, 1952)
5. Misterio en la villa Rat-a-Tat (The Rat-a-tat mystery, 1956)
6. Misterio del vagabundo (The Ragamuffin mystery, 1959)

En Alemania, además se incluyen estos dos:
1. "Rätsel um den tiefen Keller" (Misterio de la bodega profunda). Es en realidad un título independiente original de Enid Blyton: The mystery that never was" (1961)
2. "Rätsel um die Falschmünzer" (Misterio de los falsificadores de moneda), escrito por Brigitte Blobel.